# Sparganium emersum
Sparganium emersum là một loài thực vật có hoa trong họ Typhaceae. Loài này được Rehmann miêu tả khoa học đầu tiên năm 1871.

## Hình ảnh

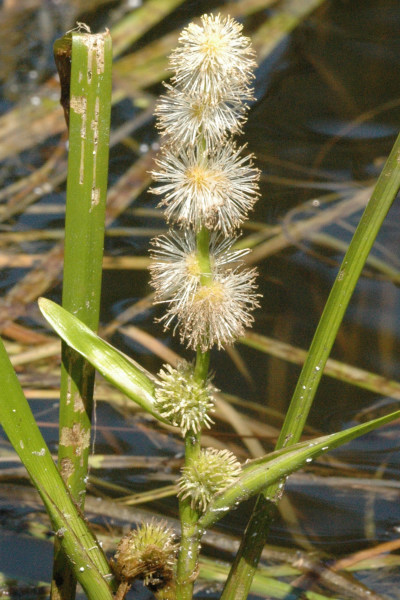
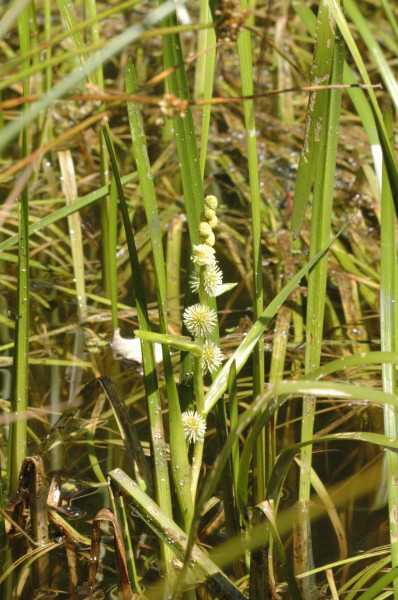
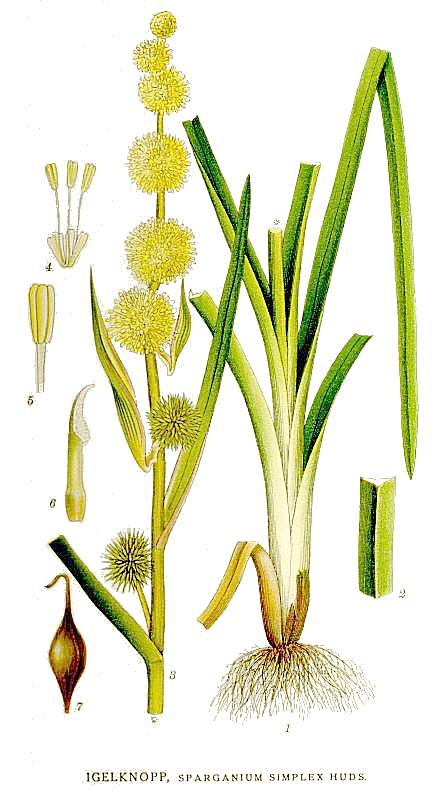
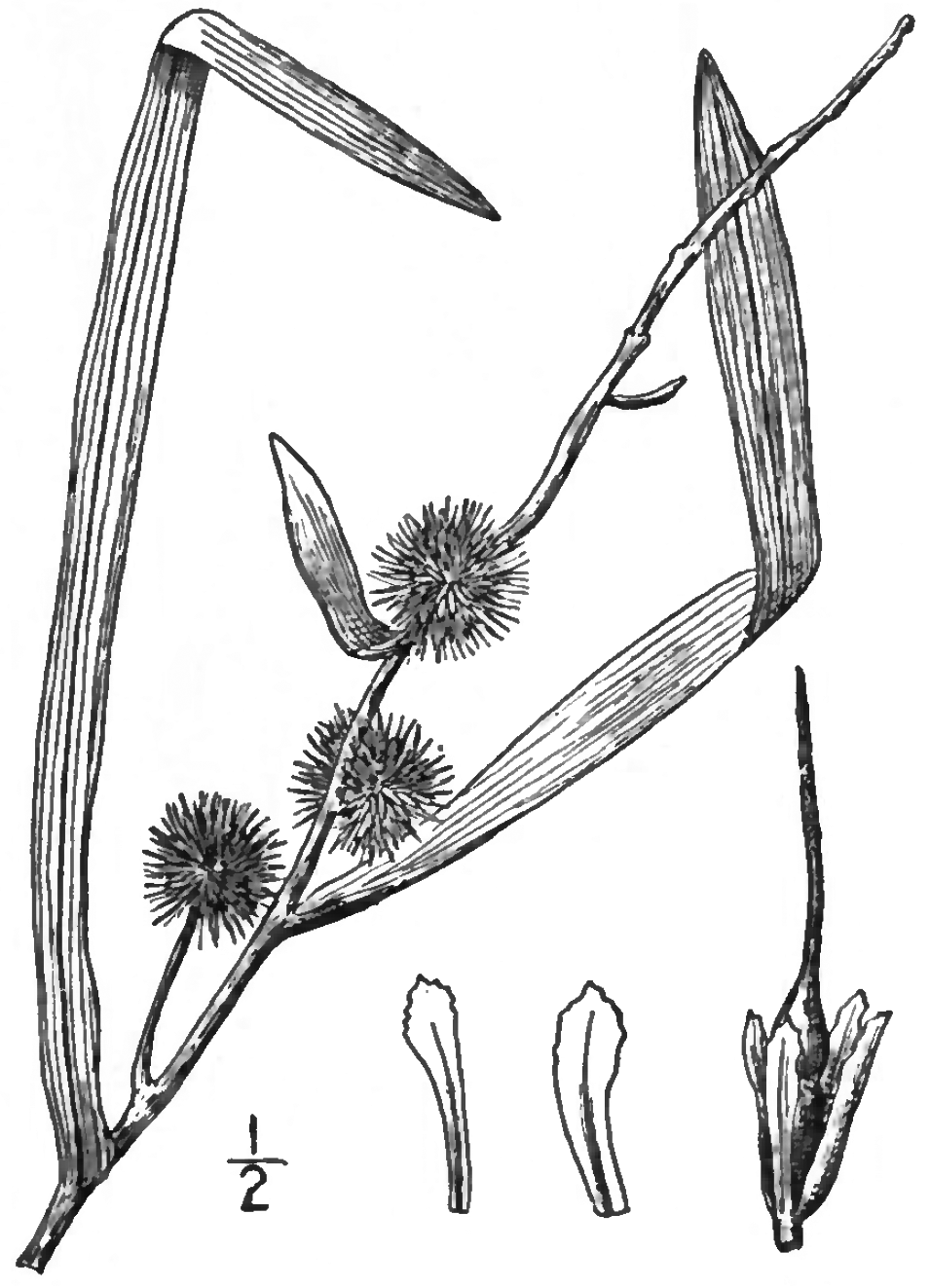